# استكشاف المشتري

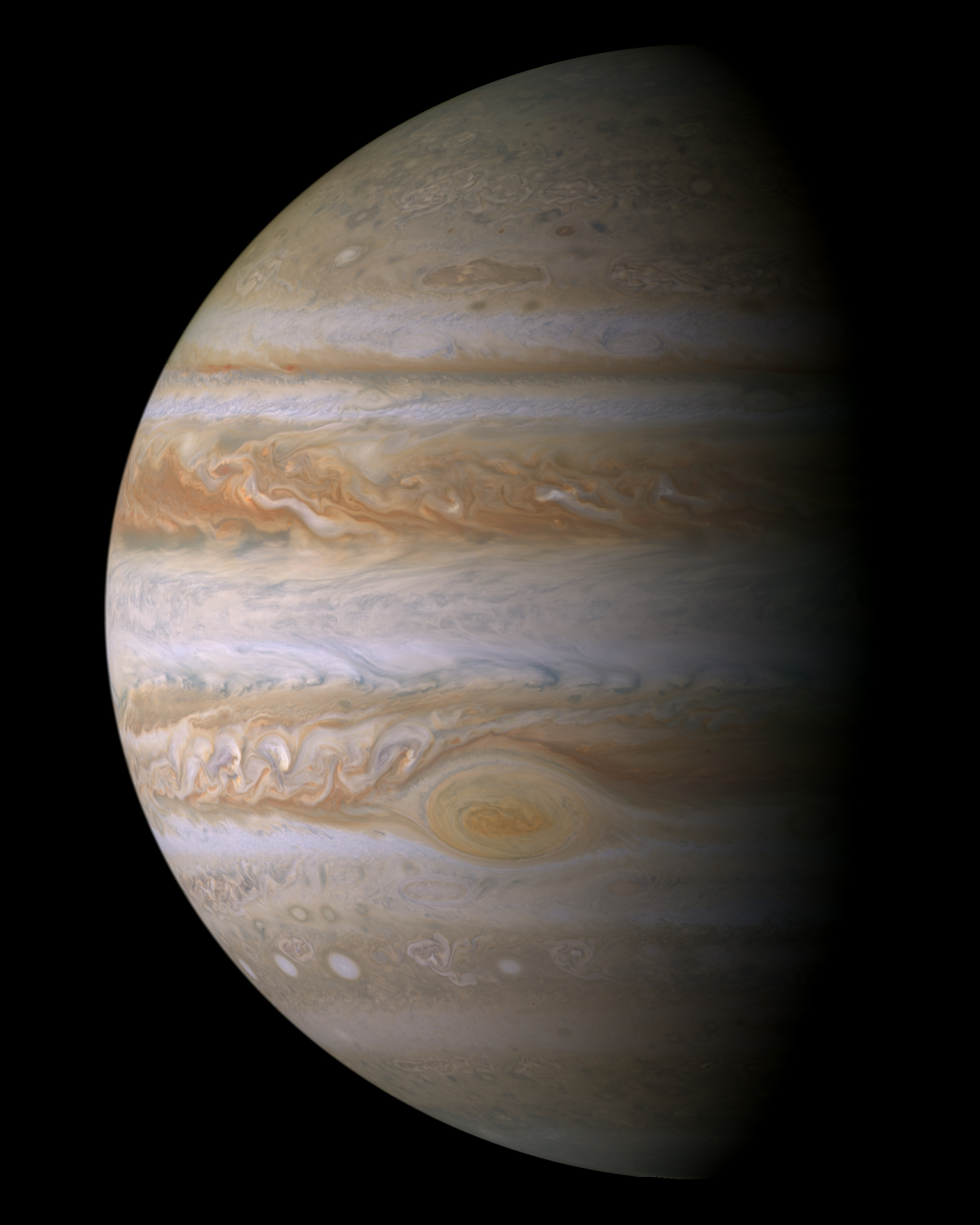
كوكب المشتري كما صوره مسبار الفضاء كاسيني

استكشف كوكب المشتري من خلال عمليات رصد دقيقة من قبل المركبات الفضائية الآلية. وبدأت عمليات الاستكشاف مع وصول المركبة الفضائية بيونير 10 إلى مدار كوكب المشتري في عام 1973، واستمرت عمليات الاستكشاف بإرسال ثمانية بعثات فضائية أخرى حتى عام 2016. ولقد نفذت كل هذه المهام من قبل الإدارة الوطنية للملاحة الجوية والفضاء الأمريكية (ناسا)، وكانت جميع هذه البعثات، باستثناء بعثتين، تقوم برحلات فضائية تأخذ ملاحظات مفصلة من غير هبوط المسبار الفضائي أو دخوله للمدار. كل هذه المسابير جعلت كوكب المشتري من أكثر كواكب المجموعة الشمسية الخارجية زيارة كما إن جميع الرحلات الفضائية إلى كواكب المجموعة الشمسية الخارجية استخدمت المركبات الخاصة باستكشاف المشتري للاقتصاد بالوقود واختصار وقت السفر. وصلت مركبة الفضاء جونو مدار كوكب المشتري ودخلتهُ في 5 تموز 2016، وهي ثاني مركبة فضائية تدخل مدار كوكب المشتري. إن عملية إرسال مركبة إلى كوكب المشتري تواجه العديد من الصعوبات التقنية، لا سيما بسبب متطلبات الوقود الكبيرة للمسابير وتأثيرات البيئة الإشعاعية القاسية للكوكب.
كانت المركبة الفضائية بيونير 10 أول مركبة تزور كوكب المشتري وذلك في عام 1973، تلتها بعد عام المركبة الفضائية بيونير11. اكتشفت المسابير الغلاف الجوي المغناطيسي لكوكب المشتري وباطنه ذو المحتوى السائل إلى حد كبير، بالإضافة إلى التقاطها لأول صورة مقربة لسطح كوكب المشتري. زار مسباري فوياجر 1 وفوياجر 2  كوكب المشتري في عام 1979، ودرسا أقماره ونظام الحلقة التي تحيط الكوكب، واكتشفا النشاط البركاني على القمر أيو (Io) وعثرا على جليد مائي على سطح قمر أوروبا. كما درس المسبار يوليوس المزيد عن الغلاف الجوي المغناطيسي لكوكب المشتري في عام 1992 ثم مرة أخرى في عام 2000. كذلك اقترب مسبار كاسيني من كوكب المشتري في عام 2000 والتقط صوراً مفصلة للغاية عن غلافهِ الجوي. وقد مرت المركبة الفضائية «نيو هورايزونز» بجوار كوكب المشتري في عام 2007 وقامت بقياسات محسّنة لبارامترات اقمارها الصناعية.
كانت المركبة الفضائية غاليليو أول مركبة تدخل مدار كوكب المشتري، حيث وصلت في عام 1995 ودرست سطح الكوكب حتى عام 2003. وخلال هذه المدة، جمعت «غاليليو» كمية كبيرة من المعلومات حول أقمار كوكب المشتري، حيث اقتربت كثيرًا من جميع أقمار غاليليو الأربعة الكبيرة ووجدت أدلة على وجود غلاف جوي رقيق على ثلاثة منها، بالإضافة إلى احتمالية وجود مياه سائلة تحت أسطحها، واكتشفت أيضأ حقل مغناطيسي حول قمر غانيميد. وشاهدت المركبة الفضائية غاليليو أثار كويكب شوميكار-ليفي 9 (بالإنجليزية: Shoemaker-Levy 9)، وذلك أثناء اقترابها من مدار كوكب المشتري. وارسل مسبار إلى الغلاف الجوي لمجموعة أقمار كوكب المشتري في 5 كانون الأول 1995، وهو أول مسبار وصل هناك لحد الآن.
اطلقت المركبة الفضائية جونو في عام 2011، ودخلت مدار كوكب المشتري بنجاح عام 2016، وهي الآن في مدار المشتري ومستمرة في برنامجها العلمي.
اختارت وكالة الفضاء الأوربية المركبة الفضائية جوس من فئة L1 عام 2012، لتنفيذ مهمة استكشاف أقمار كوكب المشتري الجليدية كجزء من برنامج البعثات العلمية الفضائية التابع لوكالة الفضاء الأوروبية، من أجل استكشاف ثلاثة من أقمار غاليليو التابعة لكوكب المشتري، مع إمكانية إرسال مسبار مجهز من قبل وكالة الفضاء الروسية الفيدرالية للهبوط على قمر غانيميد. ومن المقترح إطلاق المركبة الفضائية جوس في عام 2022.
تعتزم منظمة البحوث الفضائية الهندية إطلاق أول بعثة هندية إلى كوكب المشتري في عقد العشرينيات من هذا القرن من خلال مركبة الإطلاق الفضائية مارك 3.
تخطط إدارة الفضاء الوطنية الصينية لإطلاق مهمة إلى كوكب المشتري في عام 2029 لاستكشاف الكوكب وأقماره.

## متطلبات تقنية
تكلف الرحلات الفضائية من الأرض إلى الكواكب الأخرى في المجموعة الشمسية تكلفة طاقة عالية، حيث تتطلب تقريبا نفس كمية الطاقة لمركبة فضائية للوصول إلى كوكب المشتري من المدار الأرضي مثلما يتطلب رفعها إلى المدار من الأساس. تعرف هذه الطاقة المنصرفة في علم الديناميكية الفضائية بصافي التغير في سرعة المركبة الفضائية أو دلتا-V. تتطلب الطاقة اللازمة للوصول إلى كوكب المشتري من مدار الأرض تغير في متجه السرعة (دلتا-V) حوالي 9 كم/ثا، مقارنة مع 9.0-9.5 كم/ثا للوصول إلى مدار أرضي منخفض من الأرض. واستخدمت قوة جاذبية الكواكب عند التحليق بالقرب من الكواكب (مثل الأرض والزهرة) للتقليل من متطلبات الطاقة (أي الوقود) عند الإطلاق، على حساب مدة طيران أطول بكثير للوصول إلى الهدف مثل كوكب المشتري بالمقارنة مع الانطلاق بمسار مباشر. واستعملت المحركات الأيونية القادرة على تغيير متجه السرعة لأكثر من 10 كم/ثا في المركبة الفضائية داون، وهذا المقدار من التغيير في متجه السرعة أكثر من كافٍ للقيام بمهمة الرحلة إلى كوكب المشتري من مدار شمسي لهُ نفس نصف قطر الأرض بدون مساعدة قوة الجاذبية.
وتكمن المعضلة الرئيسية في إرسال المسابير الفضائية إلى كوكب المشتري في أنه لا يحتوي على سطح صلب صالح للهبوط عليه، كما أن هناك نقطة حرجة بين الغلاف الجوي للكوكب وداخله السائل. أي أن المسبار الذي يهبط إلى الغلاف الجوي سوف يسحق في نهاية المطاف بفعل الضغط الهائل داخل غلاف كوكب المشتري.
ولعل المعضلة الأخرى تتمثل بمقدار الإشعاع الذي يتعرض لهُ المسبار الفضائي، بسبب البيئة القاسية التي تحتوي على جسيمات مشحونة حول كوكب المشتري. على سبيل المثال، عندما اقترب المسبار بوينر11 من كوكب المشتري، كان مستوى الإشعاع أقوى بعشرة أضعاف مما توقعه مصممو المسبار، مما أدى إلى مخاوف من أن المسابير لن تبقى سالمة. ولقد تمكن المسبار من المرور عبر أحزمة الإشعاع، مع وجود بعض المشاكل التقنية البسيطة، لكنه فقد معظم الصور الملتقطة للقمر آيو، ذلك لأن الإشعاع تسبب في جعل جهاز قياس استقطاب الصور في المسبار يستلم أوامر خاطئة. كان لا بد من إعادة تصميم مركبة فويجر الفضائية اللاحقة والمتقدمة تقنياً للتعامل مع مستويات الإشعاع المرتفعة. وعلى مدار السنوات الثمان الماضية، كانت المركبة الفضائية غاليليو تدور في مدار كوكب المشتري، وتجاوزت جرعة الإشعاع التي تعرض لها المسبار المواصفات المصممة، وفشلت أنظمتها في عدة مناسبات. وكثيرًا ما أظهرت جيروسكوبات المركبة الفضائية أخطاء متزايدة، وأحيانًا ما وقعت الأقواس الكهربائية بين أجزائها الدوارة وغير الدوارة، مما تسبب في دخولها في الوضع الآمن، الأمر الذي أدى إلى فقدان تام للبيانات من المدارات 16 و18 و33. كما يسبب الإشعاع أيضًا بما يعرف بـ الإزاحات الطورية في مذبذب غاليليو البلوري المستقر للغاية.

## البعثات الفضائية

### برنامج بيونير

صورة متحركة لمسار بيونير 11 حول المشتري من 30 نوفمبر 1974 إلى 5 ديسمبر 1974
بيونير 11•
المشتري•
آيو•
أوروبا •
غانيميد •
كاليستو

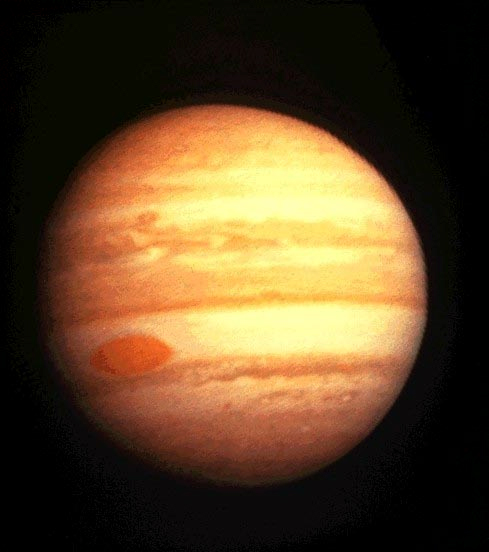
بيونير 10 هي أول سفينة فضاء تزور كوكب المشتري

كانت المركبة الفضائية بيونير10 (بالإنجليزية: Pioneer 10) أول مركبة تُرسَل إلى كوكب المشتري، والتي مرت بالقرب من مدار كوكب المشتري عام 1973، تلتها بعد عام المركبة بيونير 11، وحصلت المركبة بيونير10 على أول صورة مقربة لكوكب المشتري وأقمار غاليليو التابعة لهُ، كما درست الغلاف الجوي للمشتري واكتشفت مجاله المغناطيسي وشاهدت أحزمة الإشعاع الخاصة بهِ وأثبتت أن غلاف كوكب المشتري مائع بشكل أساسي. بلغت المركبة الفضائية بيونير11 أقرب نقطة لكوكب المشتري على بعد حوالي 34 ألف كم من قمة سُحب كوكب المشتري وذلك في 4 كانون الأول عام 1974. كما حصلت على صور مثيرة للبقعة الحمراء العظيمة، وأجرت أول ملاحظة للمناطق القطبية الهائلة لكوكب المشتري، وحددت كتلة قمر كاليستو التابع لكوكب المشتري. وساعدت المعلومات التي جمعتها هاتان المركبتان الفضائيتان علماء الفلك والمهندسين على تحسين تصميم المسابير الفضائية في المستقبل، للتعامل بشكل أكثر فعالية مع البيئة المحيطة بهذا الكوكب العملاق.

### برنامج فوياجر

تسلسل زمني متقطع لاقتراب فوياجر 1 من سطح المشتري

بدأت المركبة الفضائية فوياجر 1 (بالإنجليزية: Voyager 1) في تصوير كوكب المشتري في يناير 1979 ووصلت إلى أقرب نقطة لها في 5 آذار 1979، على مسافة 349 ألف كم من مركز كوكب المشتري. وساعد الاقتراب الكبير من الحصول على صور ذات دقة عالية، على الرغم من أن مدة الرحلة القصيرة تعني أن معظم الملاحظات التي أجريت على أقمار المشتري والحلقات المحيطة بها والمجال المغناطيسي والبيئة الإشعاعية في فترة زمنية خلال 48 ساعة من الاقتراب من سطح الكوكب، وبالرغم من ذلك استمرت المركبة فوياجر 1 بتصوير كوكب المشتري حتى شهر نيسان. تبعتها بعد وقت قصير المركبة الفضائية فوياجر2، التي استطاعت الوصول إلى أقرب نقطة لها من المشتري في 9 تموز 1979، على بعد 576 ألف كم من قمم سُحب المشتري. اكتشف المسبار حلقة كوكب المشتري، ولاحظ دوامات معقدة في غلافهِ الجوي، واكتشف كذلك البراكين النشطة على القمر آيو، وهي عملية مماثلة للصفائح التكتونية على القمر غانيميد، واكتشف أيضاً العديد من الحفر على القمر كاليستو.
لقد أسهمت بعثتا فوياجر بتحسين فهمنا لأقمار غاليليو على نحو واسع، وساعدتا أيضا في اكتشاف حلقات كوكب المشتري. كما التقطتا أول صورة عن قرب للغلاف الجوي لكوكب المشتري، وأكشفتا البقعة الحمراء العظيمة كعاصفة معقدة تتحرك في اتجاه معاكس لاتجاه عقارب الساعة، كما شوهدت عواصف ودوامات صغيرة أخرى في جميع أنحاء السُحب الشريطية. (انظر إلى الصور المتحركة على اليمين). واكتشف قمرين صغيرين جديدين، هما أدراستيا وميتيس، يدوران خارج حلقة المشتري، مما يجعلهما أول أقمار كوكب المشتري اللذَين اكتشفا وتعرف عليهما بواسطة مركبة فضائية. كما تم اكتشاف قمر ثالث جديد يسمى ثيبي بين مدارات القمرين أمالثيا وآيو. كان اكتشاف النشاط البركاني على سطح القمر آيو أكبر اكتشاف غير متوقع للمهمة، حيث كانت هذه هي المرة الأولى التي يرصد فيها بركان نشط على جسم سماوي غير الأرض. وسجلت المركبتان فوياجر ثوران تسعة براكين على القمر آيو، بالإضافة إلى أدلة على حدوث ثوران بركاني آخر عند نقطة التقاء المركبتان فوياجر.
أظهرت صورة منخفضة الدقة التقطتها المركبة الفضائية فوياجر1 احتواء القمر أوروبا على عددٍ كبير من الأشكال على هيئة خطوط متقاطعة. اعتقد العلماء في البداية أن هذه الأشكال قد تكون شقوقًا عميقة ناجمة عن تشققات قشرية أو عمليات تكتونية. تركت الصور عالية الدقة من فوياجر 2 والتي التقطت بالقرب من كوكب المشتري العلماء في حيرة من أمرهم لأن العناصر الموجودة في هذه الصور كانت تفتقر تمامًا إلى التضاريس الطبوغرافية. وأدى ذلك إلى أن يشير الكثير من العلماء إلى أن هذه التشققات قد تكون مماثلة للبحار الجليدية على الأرض، وأن القمر أوروبا قد يحتوي على مياه سائلة. قد يكون القمر أوروبا نشط داخليًا بسبب التسخين الحراري للمد والجزر عند مستوى حوالي عُشر مقارنة مع المستوى الموجود على القمر آيو، ونتيجة لذلك، يُعتقد أن القمر يحتوي على قشرة رقيقة من الجليد المائي تقل عن 30 كم (19 ميل)، وربما تطفو القشرة على محيط بعمق 50 كم (30 ميل).

### يوليوس
أنطلق المسبار الشمسي يوليوس (بالإنجليزية: Ulysses) في 8 شباط 1992 عبر القطب الشمالي لكوكب المشتري على مسافة 451,000 كم. وكان على المسبار يوليوس استخدام قوة جاذبية الكوكب لتحقيق زاوية ميلان مدارية عالية جدا حول الشمس، مما يزيد زاوية ميلانه إلى مسار الشمس إلى 80.2 درجة. أسهمت جاذبية الكوكب العملاق بتثّبيت مسار رحلة المركبة الفضائية نحو الأسفل وبعيدًا عن مستوى مسار الشمس، ووضعها في مدار نهائي حول القطبين الشمالي والجنوبي للشمس. تم ضبط حجم وشكل مدار المسبار إلى درجة أصغر، بحيث بقي الأوج الشمسي عند حوالي 5 وحدات فلكية (مسافة كوكب المشتري من الشمس)، بينما يكون الحضيض الشمسي لهُ يتجاوز تقريبا وحدة فلكية واحدة (مسافة الأرض من الشمس). أجرى المسبار قياسات الغلاف الجوي المغناطيسي للكوكب عندما وصل بقربه. لم يستطع المسبار التقاط أي صورة لعدم توفر كاميرات عليه. حيث وصل المسبار مرة أخرى على مقربة من كوكب المشتري في فبراير 2004. كانت مسافة المسبار من الكوكب أكبر بكثير هذه المرة - حوالي 120 مليون كيلومتر (0.8 وحدة فلكية) - لكنها قدمت ملاحظات إضافية عن كوكب المشتري.

### كاسيني
انطلق المسبار كاسيني (بالإنجليزية: Cassini–Huygens) في عام 2000 في طريقه إلى كوكب زحل، حيث مر بجانب كوكب المشتري وقدم بعضًا من أعلى الصور الملتقطة للكوكب دقة. بلغ المسبار أقرب نقطة له من المشتري في 30 كانون الأول 2000، وأجرى العديد من القياسات العلمية. والتقط حوالي 26000 صورة لكوكب المشتري خلال الرحلة الطويلة التي استمرت عدة أشهر. والتي أنتجت أكثر الصور العالمية تفصيلًا لكوكب المشتري حتى الآن، حيث يبلغ عرض أصغر المعالم المرئية حوالي 60 كم (37 ميل).
وفي 5 آذار 2005 أعلن عن النتيجة الرئيسية للرحلة والتي كانت متعلقة بدوران الغلاف الجوي لكوكب المشتري. أعتبر العلماء سابقاً بأن الأحزمة المظلمة المتناوبة مع المناطق المضيئة في الغلاف الجوي و«المناطق» مع السحب الشاحبة هي مناطق ذات تيارات هوائية متصاعدة، ويعزى ذلك جزئيا إلى أن السُحب على كوكب الأرض تتكون بفعل الهواء الصاعد. كما أظهرت تحاليل صور المسبار كاسيني أن الأحزمة المظلمة تحتوي على خلايا عاصفية فردية من السحب المتصاعدة ناصعة البياض، أصغر من أن ترى من الأرض. وقال أنتوني ديل جينيو من معهد غودارد للدراسات الفضائية التابع لوكالة ناسا «إن الأحزمة لا بُد أن تكون مناطق حركة الغلاف الجوي الصاعدة على كوكب المشتري، لذلك فإن الحركة الخالصة في «المناطق» لا بد أن تكون منخفضة».
شملت الملاحظات الجوية الأخرى رصد الدوامات البيضاوية المظلمة ضمن الغبار الجوي الكثيف، والتي تبلغ تقريبا نفس حجم البقعة الحمراء العظيمة، حيث تقع بالقرب من القطب الشمالي لكوكب المشتري. ولقد كشفت صور الأشعة تحت الحمراء عن جوانب الدورة الجوية بالقرب من القطبين، مع وجود حزم من الرياح المحاطة بالكوكب، والحزم المجاورة التي تتحرك في اتجاهين متعاكسين. كما ناقشت نفس الملاحظات طبيعة حلقات كوكب المشتري، إذ أظهر تبعثر الضوء بواسطة جسيمات في الحلقات أن الجزيئات كانت غير منتظمة الشكل (بدلاً من الاشكال الكروية) ومن المحتمل أن تكون قد نشأت كمقذوفات من تأثيرات نيازك دقيقة على أقمار كوكب المشتري، تحديدا على القمرين ميتيس وأدراستيا. في 19 ديسمبر 2000، التقطت مركبة كاسيني الفضائية صورة منخفضة الدقة للقمر هيمالايا، لكنها كانت بعيدة جدا لإظهار أي تفاصيل على سطحها.

فيديو يوضح انبعاثات بركانية على آيو كما صورتها نيوهورايزونز في 2008

### نيو هورايزونز
انطلق المسبار نيو هورايزونز (بالإنجليزية: New Horizons) في طريقه إلى بلوتو، حيث مر بجانب كوكب المشتري من أجل الحصول على مساعدة قوة الجاذبية، وكان أول مسبار أطلق مباشرة نحو كوكب المشتري منذ إطلاق المسبار يوليوس عام 1990. أستطاع جهاز التصوير الاستطلاعي بعيد المدى (LOORI) على المسبار من التقاط أول صورة لكوكب المشتري في 4 أيلول 2006. بدأ المسبار بدراسة المزيد عن نظام كوكب المشتري في كانون الأول عام 2006، ووصل إلى أقرب نقطة له في 28 شباط 2007.
وعلى الرغم من قرب المسبار نيو هورايزونز من كوكب المشتري، إلا أن الأجهزة الموجودة عليه أجرت قياسات دقيقة لمدارات أقمار كوكب المشتري الداخلية وخاصة القمر أماثيا. كذلك قامت كاميرات المسبار بقياس البراكين على سطح القمر آيو، ودرست أقمار غاليليو الأربعة بالتفصيل، كما أجرت دراسات عن بعد للأقمار الخارجية هيمالايا وإيلارا. كما درس المسبار البقعة الحمراء الصغيرة والغلاف الجوي المغناطيسي لكوكب المشتري ونظام الحلقة الرقيقة.

## البعثات المدارية

### غاليليو

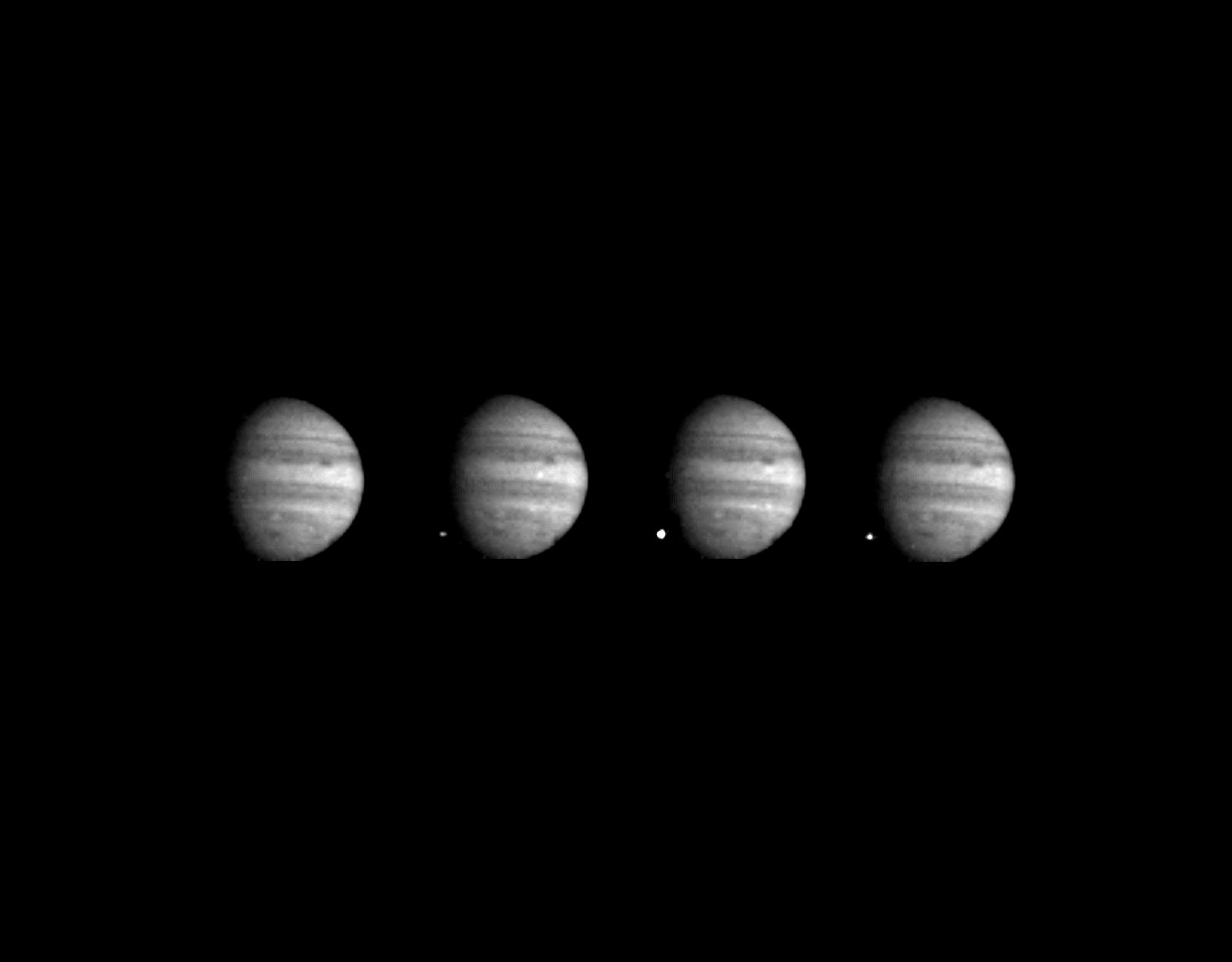
تسلسل من مجموعة صور غاليليو يفصل بينها بضع ثوان تظهر ظهور كرة نارية على الجانب المظلم للمشتري ناتجة عن اصطدام أحد أجزاء المذنب شوميكار ليفي 9 بسطح الكوكب

المركبة الفضائية غاليليو كانت أول مركبة فضائية تدور حول كوكب المشتري، حيث دخلت مدار المشتري في 7 كانون الأول 1995. كانت المركبة تدور حول كوكب المشتري لأكثر من سبع سنوات، حيث دارت 35 مرة حول المشتري قبل أن تتحطم في 21 أيلول 2003. جمعت خلال هذه الفترة الكثير من المعلومات المتعلقة بنظام كوكب المشتري وأقمارها؛ لم تكن كمية المعلومات كثيرة بالشكل المطلوب بسبب فشل نشر هوائي الإرسال اللاسلكي ذو الكسب العالي. شملت أهم الأحداث الرئيسية خلال فترة الدراسة التي استمرت ثمانية سنوات الرحلات المتعددة إلى جميع أقمار غاليليو بالإضافة إلى القمر أمثاليا (بذلك كان أول مسبار يقوم بذلك). كما شهدت تأثير المذنب شوميكر-ليفي 9 عندما اقترب من كوكب المشتري في عام 1994 وإرسال مسبار إلى الغلاف الجوي لنظام كوكب المشتري في كانون الأول 1995.
رصدت الكاميرات الموجودة على متن المركبة الفضائية غاليليو شظايا من المذنب شوميكر-ليفي 9 بين 16 و22 يوليو 1994 عندما اصطدمت بنصف الكرة الجنوبي لكوكب المشتري بسرعة حوالي 60 كم في الثانية الواحدة. كانت هذه أول عملية رصد مباشرة لعملية تصادم في الفضاء لأجسام في المجموعة الشمسية. وعلى الرغم من أن آثار الاصطدام حدثت على جانب كوكب المشتري المخفي عن الأرض، إلا أن المسبار غاليليو كان قادرًا على رؤية الآثار عند حدوثها من على مسافة 1.6 وحدة فلكية من الكوكب. اكتشفت أجهزة المسبار كرة نارية وصلت إلى درجة حرارة تصل إلى 24000 كلفن تقريبًا، مقارنةً بدرجات حرارة نظام كوكب المشتري السحابية القياسية البالغة حوالي 130 كلفن (-143 درجة مئوية)، مع بلوغ أعمدة الدخان من كرة النار إلى أعلى من 3000 كم.
تم إطلاق مسبار الغلاف الجوي من المركبة الفضائية في يوليو عام 1995، ودخل الغلاف الجوي لكوكب المشتري في 7 كانون الأول 1995. تخلص المسبار من بقايا الدرع الحراري بعد الهبوط بتسارع عالي داخل الغلاف الجوي لكوكب المشتري، حيث هبط بواسطة المظلات نحو 150 كم داخل الغلاف الجوي، حيث جمع بيانات لمدة 57.6 دقيقة، قبل أن يسحق بفعل الضغط ودرجة الحرارة الذي تعرض له (حوالي 22 مرة من ضغط درجة حرارة الأرض الطبيعية، عند درجة حرارة درجة مئوية). ومن المرجح أن المسبار قد ذاب أو تبخر. واجهت المركبة المدارية غاليليو نفس المصير وبسرعة أكبر عندما تم توجيهها بشكل متعمد إلى كوكب المشتري في 21 سبتمبر 2003 بسرعة تزيد عن 50 كم / ثانية، من أجل تجنب أي احتمال أن تصطدم وتلوث القمر أوروبا. 
وتشمل النتائج العلمية البارزة لبعثة غاليليو:
- أول عملية رصد لسحب الأمونيا في الغلاف الجوي لكوكب آخر — يكوّن الغلاف الجوي جزيئات الأمونيا الجليدية من مواد تخرج من أعماق منخفضة؛
- تأكيد وجود نشاط بركاني على القمر آيو، وهو أكبر مئة مرة من النشاط البركاني على سطح الأرض؛ الحرارة وتواتر الانفجارات تذكرنا بكوكب الأرض في بدايته؛
- رصد تفاعلات البلازما المعقدة في الغلاف الجوي لقمر آيو التي تنتج تيارات كهربائية هائلة مقترنة مع الغلاف الجوي لكوكب المشتري؛
- تقديم دليل لدعم نظرية وجود المحيطات السائلة تحت سطح القمر أوروبا الجليدي؛
- أول رصد لحقل مغناطيسي كبير حول القمر غانيميد؛
- تشير أدلة البيانات المغناطيسية إلى أن الأقمار أوروبا وغانيميد وكاليستو لديها طبقة من المياه المالحة السائلة تحت سطوحها المرئية؛
- دليل على وجود طبقة رقيقة من الغلاف الجوي على الأقمار أوروبا وغانيميد وكاليوستو المعروفة باسم «طبقة الإكسوسفير (أو المتكور الخارجي) المرتبط بالسطح»؛
- فهم نشأة حلقات كوكب المشتري (عن طريق الغبار المرتفع على شكل نيازيك بين الكواكب والتي تحطمت على أقمار كوكب المشتري الداخلية الأربعة الصغيرة) ورصد حلقتين خارجيتين وإمكانية وجود حلقة منفصلة على طول مدار القمر أمالثيا؛
- تحديد بنية الكوكب وديناميكية الغلاف الجوي المغناطيسي للكوكب العملاق.

أفادت وكالة ناسا في 11 ديسمبر 2013، استنادا إلى نتائج بعثة غاليليو، الكشف عن «معادن شبيهة بالطين» (على وجه التحديد، السيليكات، التي غالبا ما ترتبط مع المواد العضوية)، على القشرة الجليدية للقمر أوروبا، أحد أقمار المشتري. وقد يكون وجود المعادن ناتجة عن تصادم مع كويكب أو مذنب وفقًا للعلماء.

### جونو
أطلقت وكالة الفضاء ناسا المركبة الفضائية جونو (بالإنجليزية: Juno) في 5 أغسطس 2011 لدراسة كوكب المشتري بالتفصيل، حيث دخلت مداراً قطبياً لكوكب المشتري في 5 يوليو 2016. تقوم المركبة الفضائية بدراسة بُنية الكوكب وحقل الجاذبية والحقل المغناطيسي وقطب الغلاف الجوي المغناطيسي لكوكب المشتري. تقوم المركبة الفضائية جونو أيضًا بالبحث عن أدلة حول كيفية تكوين كوكب المشتري، بما في ذلك ما إذا كان للكوكب نواة صخرية، وكمية المياه الموجودة في الغلاف الجوي العميق، وكيف يتم توزيع الكتلة داخل الكوكب. كما تدرس المركبة جونو أيضًا رياح كوكب المشتري العميقة، والتي يمكن أن تصل سرعتها إلى 600 كم / ساعة.

### مستكشف أقمار المشتري الجليدية
تم اختيار مركبة مستكشف أقمار المشتري الجليدية (JUICE) التابعة لوكالة الفضاء الأوربية كجزء من برنامج علوم الرؤية الكونية التابعة لها، والذي من المتوقع إطلاقه في عام 2022. ومن المخطط له ان يصل وجهته عام 2030 بعد قيامه بسلسلة من الرحلات في النظام الشمسي الداخلي. اختارت وكالة الفضاء الأوربية مركبة مستكشف أقمار المشتري الجليدية (JUICE) كأول مهمة كبيرة لها، لتحل محل مساهمتها في بعثة استكشاف نظام القمر أوروبا التابع لكوكب المشتري (EJSM). وقد انتهت الشركة في بعثة اكتشاف نظام القمر أوروبا منذ ذلك الوقت، ولكن ستواصل وكالة ناسا بالمساهمة في البعثة الأوروبية بالأجهزة والأدوات.

## البعثات المقترحة
يوروبا كليبر (أو بعثة التحليقات المتعددة حول قمر أوروبا) هي بعثة فضائية مقترحة لوكالة ناسا للتركيز على دراسة قمر كوكب المشتري يوروبا. في آذار عام 2013 تم منح الأذن بتمويل ما قبل صياغة المشاريع وبعدها من أجل البعثة التي تحقق الأهداف العلمية المحددة لبعثة اكتشاف قمر المشتري أوروبا في أحدث مسح عشري كوكبي. ومن المقرر أن تنطلق البعثة المقترحة في أوائل العشرينيات من هذه الألفية وتصل إلى القمر أوروبا بعد رحلة تستغرق 6.5 سنوات. ومن المؤمّل ان تحلق المركبة الفضائية حول القمر أوروبا 23 مرة لتقليل أضرار الناجمة عن الإشعاع.

### البعثات الملغاة
كان هناك اهتمام كبير بدراسة الأقمار الجليدية بالتفصيل بسبب إمكانية وجود محيطات سائلة تحت سطح أقمار كوكب المشتري أوروبا وغانيميد وكاليستو، وأجل المشروع بسبب صعوبات متعلقة بالتمويل. كانت المركبة المدارية أوروبا  هي إحدى بعثات وكالة ناسا التي خطط لإرسالها إلى القمر أوروبا، والتي الغيت في عام 2002. ولقد شملت أهداف البعثة الرئيسية تحديد وجود أو عدم وجود محيط تحت سطح القمر وتحديد المواقع المرشحة لبعثات الهبوط المستقبلية. كما ألغيت بعثة المركبة لاستكشاف أقمار كوكب المشتري الجليدية التابعة لوكالة ناسا في عام 2005، كذلك تم دراسة البعثة الأوربية المتمثلة بمركبة استكشاف نظام كوكب المشتري، ولكن حلت محلها مهمة نظام أوروبا المشتري.
كانت مهمة نظام قمر أوروبا المشتري (EJSM) عبارة عن اقتراح مشترك بين وكالة ناسا ووكالة الفضاء الأوروبية لإستكشاف كوكب المشتري وأقماره. وأعلنت كلتا الوكالتين الفضائيتين في شباط عام 2009 عن إعطاء هذه المهمة الأولوية على مهمة نظام قمر تيتان التابعة لكوكب زحل. وشمل هذا الاقتراح موعد الإطلاق وذلك في عام 2020 ويتمثل بالمسبار المداري أوروبا المشتري بقيادة وكالة ناسا، والمسبار المداري غانيميد المشتري تحت قيادة وكالة الفضاء الأوربية. وقد واجهت مساهمة وكالة الفضاء الأوربية في هذا المشروع منافسة تمويل أخرى لمشاريع  أخرى تابعة لوكالة الفضاء الأوروبية. واعتبرت مساهمة وكالة ناسا في مشروع المسبار المداري أوروبا المشتري (JEO) مكلفة للغاية وذلك خلال الاستطلاع العشري الكوكبي. أيد الاستطلاع بديلاً أرخص من المسبار المداري أوروبا المشتري.

## الاستكشاف البشري للمشتري
في حين أن العلماء يحتاجون إلى مزيد من الأدلة لتحديد حجم النواة الصخرية على كوكب المشتري، فإن أقمار غاليليو توفر الفرصة المحتملة للاستكشاف عن طريق الإنسان في المستقبل.
ويعتبر القمر أوروبا من الأهداف المحددة، نظرا لإمكانية نشوء الحياة عليه، وكذلك القمر كاليستو بسبب جرعة الإشعاع المنخفضة نسبيا على سطحه. اقترحت وكالة ناسا في عام 2003 برنامجًا يدعى استكشاف الكواكب الخارجية بواسطة البشر (HOPE) والذي يتضمن إرسال رواد فضاء لاستكشاف أقمار غاليليو. وقد توقعت وكالة ناسا أن تكون هناك محاولة محتملة في وقت ما في عقد الأربعينيات من القرن الحالي. ناقشت وكالة ناسا مهمات ما وراء كوكب المريخ، في ضوء سياسة برنامج رؤية اكتشاف الفضاء التي أعلن عنها في كانون الثاني 2004، مشيرة إلى أن «وجود البحوث البشرية» قد يكون من المستحسن فيه على أقمار كوكب المشتري. وقبل إلغاء مهمة استكشاف أقمار المشتري الجليدية JIMO، صرح مدير وكالة ناسا شون أوكيف بأن «المستكشفون البشريون سوف يعقبون ذلك».

### إمكانية الاستعمار
تكهنت وكالة ناسا حول إمكانية استخراج المعادن من الأغلفة الجوية للكواكب الخارجية، خاصة بالنسبة لغاز الهيليوم -3، وهو نظير الهيليوم الذي يعد نادر الوجود على كوكب الأرض ويمكن أن يكون لهُ قيمة عالية للغاية لكل وحدة كتلة كوقود للتفاعلات النووية الحرارية. ويمكن للمصانع المتمركزة في المدار أن تستخرج الغاز وتوصله للمركبة الفضائية. ومع ذلك، فإن نظام جوفيان عمومًا يفرض عيوبًا خاصة للاستعمار بسبب الظروف الإشعاعية الشديدة السائدة في الغلاف المغناطيسي لكوكب المشتري وبئر الجاذبية العميقة بشكل خاص للكوكب. ومع ذلك، فإن نظام كوكب المشتري وأقماره بشكل عام لهُ بعض العيوب فيما يتعلق بالاستعمار بسبب الظروف الإشعاعية الشديدة السائدة في الغلاف الجوي المغناطيسي لكوكب المشتري وبئر الجاذبية العميقة على الكوكب. بالنسبة لكوكب المشتري فمن شأنه أن يوفر 36 سيفرت أو (3600ريم) (وحدات لقياس جرعة الإشعاع المكافئة) يوميا للمستعمرات غير المحمية على القمر آيو وحوالي 5.4سيفرت (540ريم) يوميا للمستعمرات غير المحمية على القمر أوروبا، وهو جانب شديد الحساسية بسبب حقيقة أن التعرض لحوالي 0.75 سيفرت على مدى بضعة أيام يكفي للتسبب في التسمم الإشعاعي، والتعرض لحوالي 5 سيفرت لبضعة أيام يكون مميتا.
| القمر               | ريم /اليوم |
| ------------------- | ---------- |
| آيو                 | 3600       |
| أوروبا              | 540        |
| غانيميد             | 8          |
| كاليستو             | 0.01       |
| الأرض (الحد الأقصى) | 0.07       |
| الأرض (المتوسط)     | 0.0007     |

يعد القمر غانيميد أكبر الأقمار في المجموعة الشمسية والقمر الوحيد بين الأقمار المكتشفة الذي يحتوي على غلاف جوي مغناطيسي، ولكن هذا لا يحميه من الإشعاع الكوني إلى درجة جديرة بالملاحظة، لأنه يطغي عليه المجال المغناطيسي لكوكب المشتري. يستقبل القمر غانيميد حوالي 0.08 سيفرت (8ريم) من الإشعاع يوميا. أما بالنسبة للقمر كاليستو فهو أبعد من حزام الإشعاع القوي لكوكب المشتري ويتعرض للإشعاع بنسبة 0.0001 سيفرت (0.01 ريم) فقط يوميًا. وعلى سبيل المقارنة، يبلغ متوسط كمية الإشعاع التي يتعرض لها أي كائن حي على سطح الأرض حوالي 0.0024 سيفرت في السنة؛ وتسجل أعلى مستويات الإشعاع الطبيعي على الأرض حول ينابيع رامسار الحارة عند حوالي 0.26 سيفرت في السنة.
كان القمر كاليستو أحد الأهداف الرئيسية التي اختارتها دراسة [HOP] (استكشاف الكواكب الخارجية بواسطة البشر). كما اقترح إمكانية بناء قاعدة فضائية على سطح القمر كاليستو، وذلك بسبب انخفاض مستويات الإشعاع لبعدهِ عن كوكب المشتري واستقرارهِ الجيولوجي. ويعد القمر كاليستو الوحيد من بين أقمار غاليليو الذي يمكن استكشافه بواسطة البشر. وتعتبر مستويات الإشعاعات المؤينة على القمر آيو وأوروبا وغانيميد معادية للحياة البشرية، إذ لم يبتكر تدابير وقائية كافية.
قد يكون من الممكن بناء قاعدة سطحية من شأنها أن تنتج الوقود لإستكشاف المزيد عن المجموعة الشمسية. ولقد أعد مشروع أرتميس في عام 1997 خطة لاستعمار القمر أوروبا. ووفقًا لهذه الخطة، يقوم المستكشفون بحفر السطح نحو القشرة الجليدية للقمر أوروبا، والدخول إلى المحيط الجوفي المفترض، حيث يمكنهم العيش في جيوب هوائية صناعية.

## وصلات خارجية
- تسلسل زمني للاستكشاف القمري والكوكبي (بالإنجليزية)
- مهمات ناسا إلى المشتري (بالإنجليزية)